# 楞嚴咒

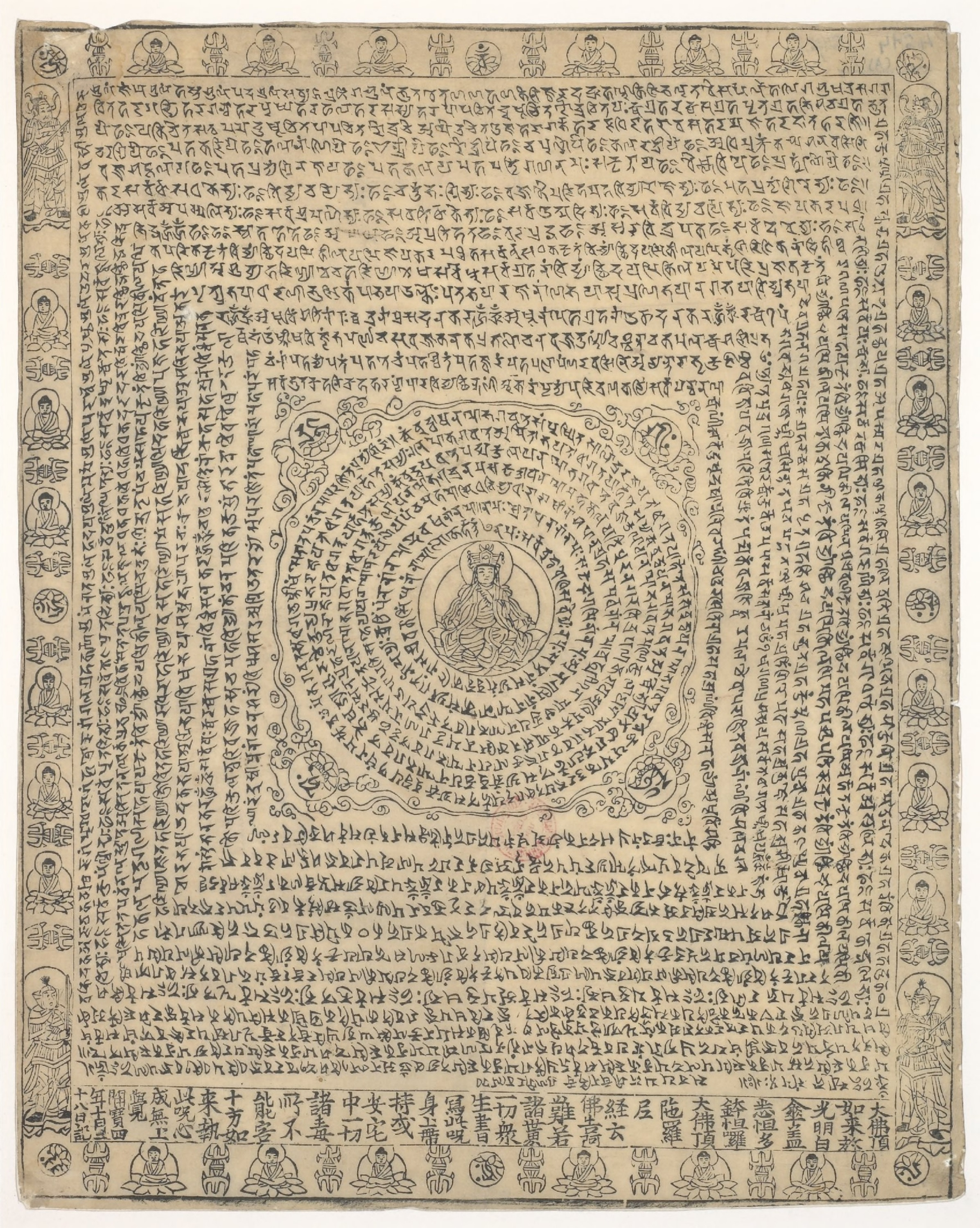
Shurangama Mantra 梵文大佛頂首楞嚴咒.開寶四年刻.北宋公元971年

楞嚴咒（梵语转写：Śūraṅgama mantra），又稱首楞嚴咒、大佛頂首楞嚴神咒等，出自於《大佛頂首楞嚴經》卷七，全咒分為五會，共計427句、2620字，是漢傳佛教日常課誦咒語中最長的神咒，載於《禪門日誦》等課誦文本的早課。
楞嚴咒之名是一般的習稱，經中稱作佛頂光明摩訶薩怛多般怛囉無上神咒，而「摩訶．薩怛多．般怛囉」（梵語：mahā-sitātapatra）即「大白傘蓋」之意。因此，此咒即是大佛頂白傘蓋陀羅尼（梵語：tathāgatoṣṇīṣa sitātapatrā dhāraṇī），為持明咒藏佛頂部中咒語，現存梵本及漢、藏、西夏、回鶻、蒙語多種譯本。

## 名稱
大佛頂白傘蓋陀羅尼具名「一切如來頂髻白傘蓋佛母無能勝遍能調伏陁羅尼」。佛頂為三十二相之一，在密教中發展為尊勝佛頂、白傘蓋佛頂、一字金輪佛頂等種種佛頂咒語，用於袪除障礙厄難。

## 課誦歷史
在南宋和元代，佛教禪林在每年結夏安居訂下三個月的楞嚴會。於安居中為除魔障，設楞嚴壇，每日眾僧集誦楞嚴咒，稱楞嚴會。又每逢節日、祈福、薦亡等常持誦楞嚴咒。到明、清之際，發展為禪寺日課之一。明代佛寺的課誦文本，例如收錄在嘉興藏的《諸經日誦集要》，其中即包含了楞嚴咒。

## 楞嚴經中緣起
《大佛頂首楞嚴經》卷一稱阿難一人於所在城市，次第乞食，途經妓院，遭大幻術。摩登伽女以數論師的先梵天咒，勾攝阿難進到室內，將要毀壞其比丘戒的戒體。
釋迦牟尼佛知阿難咒術纏身，於是大放光明，出千寶蓮花，中有佛化身，結跏趺坐宣說大佛頂首楞嚴神咒。又敕文殊師利菩薩以此咒往護阿難，破除惡咒，將兩人帶回。
《大佛頂首楞嚴經》以此為引，開示有名為大佛頂首楞嚴王的三摩地，其主旨圍繞在「常住真心，性淨明體」，並在卷七講述首楞嚴神咒及其建壇結界之法。

## 漢譯本

### 經
- 《大佛頂如來密因修證了義諸菩薩萬行首楞嚴經》，題般剌密諦出，彌伽釋迦譯，房融筆受，收錄於大正藏T0945，最早著錄於智昇作於開元十八年（730）的《續古今譯經圖紀》和《開元釋教錄》。此經之翻譯與流傳，歷來有許多傳說，近代研究者多懷疑其翻譯之真實性。楞嚴咒位於《楞嚴經》卷七，高麗藏/趙州金藏系統的版本，與明藏/清藏系統的版本，文句有所差異[4]。
- 《大佛頂如來放光悉怛多般怛羅大神力都攝一切咒王陀羅尼經大威德最勝金輪三昧咒品》，又名《大佛頂別行法》，題無畏出，似雜抄於《大佛頂廣聚陀羅尼經》第十二品和《陀羅尼集經》。收錄於大正藏T0947，亦見於敦煌遺書的殘卷。大正藏本無完整的大佛頂白傘蓋咒，但有多種心咒並附結印法。敦煌本無心咒，僅有完整的大佛頂白傘蓋咒，與《楞嚴經》的神咒相似，而文句有異[7]。
- 《大佛頂如來頂髻白蓋陀羅尼神咒經》，見於敦煌遺書，不錄譯者年代[7]。
- 《佛頂大白傘蓋陀羅尼經》，元朝沙囉巴譯，收錄於大正藏T0976。
- 《大白傘蓋總持陀羅尼經》，元朝天竺沙門俊辯和譯主僧真智譯，收錄於大正藏T0977。
- 《聖如來頂髻中出生白傘蓋餘無能敵大迴遮母名最勝成就陀羅尼經》，超一譯自西藏大藏經，收錄於佛教書局編輯的《佛教大藏經》。迴遮（羅馬化：zlog pa，發音：dokpa）[8]，意思是迴轉遮除，對譯梵語pratyaṅgira[9][10][11]。
- 《聖如來頂髻湧出白傘蓋名無能勝大迴遮母最勝成就陀羅尼經》，孫景風譯自西藏大藏經[4]。

### 陀羅尼
- 大佛頂如來放光悉怛他般多羅大神力都攝一切咒王帝殊羅尸金剛大道場三昧陀羅尼，見於敦煌遺書[4]。帝殊羅尸（梵語：tejorāśi）為光聚、放光、火聚、火光，密教之佛頂名號。
- 大佛頂如來放光悉怛多鉢怛囉陀羅尼，題不空譯，稱為「大唐青龍寺內供奉沙門曇貞修建真言碑本」，淨嚴再校。其悉曇梵字經本亦存，題為「大佛頂大陀羅尼」。收錄於大正藏T0944A和T0944B。
- 大佛頂陁羅尼，題不空譯，收錄於房山石經《釋教最上乘秘密藏陀羅尼集》卷二，行琳所集。
- 一切如來白傘盖大佛頂陁羅尼，題不空譯，收錄於房山石經。
- 一切如來白傘盖大佛頂陁羅尼，契丹國師慈賢譯，收錄於房山石經。

## 相關著作
清朝乾隆年間，華嚴宗僧人伯亭續法作《楞嚴經灌頂疏》，其特色是對《楞嚴咒》有詳盡釋義，爾後被單獨抽出成為《楞嚴咒疏》。
另有依據經本編定的《白傘蓋大佛頂王最勝無比大威德金剛無礙大道場陀羅尼念誦法要》。民國以後，超一自藏文譯出《大白傘蓋佛母讚經》。

## 參閲
- 楞嚴經
- 大白伞盖佛母(大白伞盖)

## 外部連結
- 佛學多媒體資料庫／佛曲音樂——楞嚴咒 （页面存档备份，存于）
- 梵音楞嚴咒 （页面存档备份，存于） (Acrobat PDF)
- 楞嚴咒注音版 （页面存档备份，存于） (Acrobat PDF)
- 白傘蓋陀羅尼(首楞嚴咒)-結構解析 （页面存档备份，存于）
- 馬來西亞華僑郭火生 （页面存档备份，存于）居士發佈【楞嚴咒乙未　2015年校勘版 （页面存档备份，存于）】百度雲
- 開寶梵本《大佛頂白傘蓋陀羅尼輪曼荼羅》解讀 （页面存档备份，存于）